# روبرت جي. برادلي
روبرت جي. برادلي (بالإنجليزية: Robert G. Bradley)‏ هو عسكري أمريكي، ولد في 26 سبتمبر 1921 في واشنطن العاصمة في الولايات المتحدة، وتوفي في 24 أكتوبر 1944.